# Vallée de Tena
La vallée de Tena est une vallée glaciaire située sur le versant sud des Pyrénées aragonaises, dans le Haut-Aragon, dans la comarque d'Alto Gállego, parcourue du nord au sud par le Gállego. Sa capitale est Sallent de Gállego.

## Toponymie
La vallée de Tena peut se dire Bal, Balla ou Valle de Tena selon le dialecte, aragonais ou castillan.

## Géographie

### Situation, topographie
La vallée est située entre les vallées de la rivière Aragon  et celle de Broto. Elle est frontalière de la vallée d'Ossau en France.
Elle est entourée de sommets de plus de 3 000 mètres, comme le Balaïtous ou pic Moros, la Grande Fache, etc. Dans le secteur de Panticosa, on trouve les pics de l'Enfer (3 082 m, 3 073 m, 3 076 m), le pic Arnales (3 006 m), le Garmo Negro (3 051 m), l'aiguille de Pondiellos (3 011 m), l'Algas Norte (3 032 m), le pic Algas (3 036 m) et le pic de las Argualas (3 046 m).

### Géologie
Le massif le plus ancien est le massif granitique de Panticosa. Puis, à l'ère secondaire, avec le soulèvement de la chaîne, le volcan d'Anayet apparaît. Durant cette ère, la vallée sera alternativement un sol terrestre ou le fond d'une mer : les sédiments s'accumulent du Trias au Jurassique. Pendant l'ère tertiaire, avec le soulèvement de la chaîne, la mer se ferme lentement. Le plissement actuel de la chaîne pyrénéenne n'arrive qu'au Quaternaire, où de nombreuses glaciations créent un glacier de plus de 40 km, dans la vallée. Le glacier disparaît peu à peu et laisse place à des rivières et des lacs qui se remplissent de sédiments et se transforment en prairies où serpente une rivière.

### Climat
La vallée connaît un climat montagnard pyrénéen avec de longs hivers froids, des saisons intermédiaires courtes et un été chaud et sec. L'hiver, la neige recouvre en grande partie la vallée.

### Faune et flore
La végétation s'organise en étagement selon l'altitude :
- entre 900 et 1 500 m : forêts de chênes, de pins, ou mixtes avec aussi des frênes, tilleuls, érables, ormes, arbousiers, buis, noisetiers, etc. ;
- entre 1 500 et 2 200 m : étage subalpin composé de forêts de pins noirs et bouleaux, y poussent également le cerisier alisier, le sorbier des chasseurs, l'érable sycomore, le genévrier, etc. ;
- entre 2 200 et 3 150 m : étage alpin composé de zones de prairies et de terrains pierreux qui servent de pâturages de haute montagne.

Une grande variété d'espèces adaptées à la montagne soit par hivernation, soit par migration, soit par résistance peuplent cette vallée.
Parmi les mammifères communs des vallées pyrénéennes figurent l'isard et la marmotte, ainsi que le Desman des Pyrénées. Parmi les oiseaux, les espèces typiques des hautes altitudes comme le Percnoptère d'Égypte, le Gypaète barbu, le Vautour fauve ou encore l'Aigle royal côtoient les chouettes, merles, Grands tétras et autres moineaux, plus communs. Les amphibiens et les reptiles, protégés par la loi espagnole, sont nombreux : on note la présence endémique du Calotriton des Pyrénées. Parmi les insectes, on peut observer l'apollon dans la vallée.

### Population et habitat

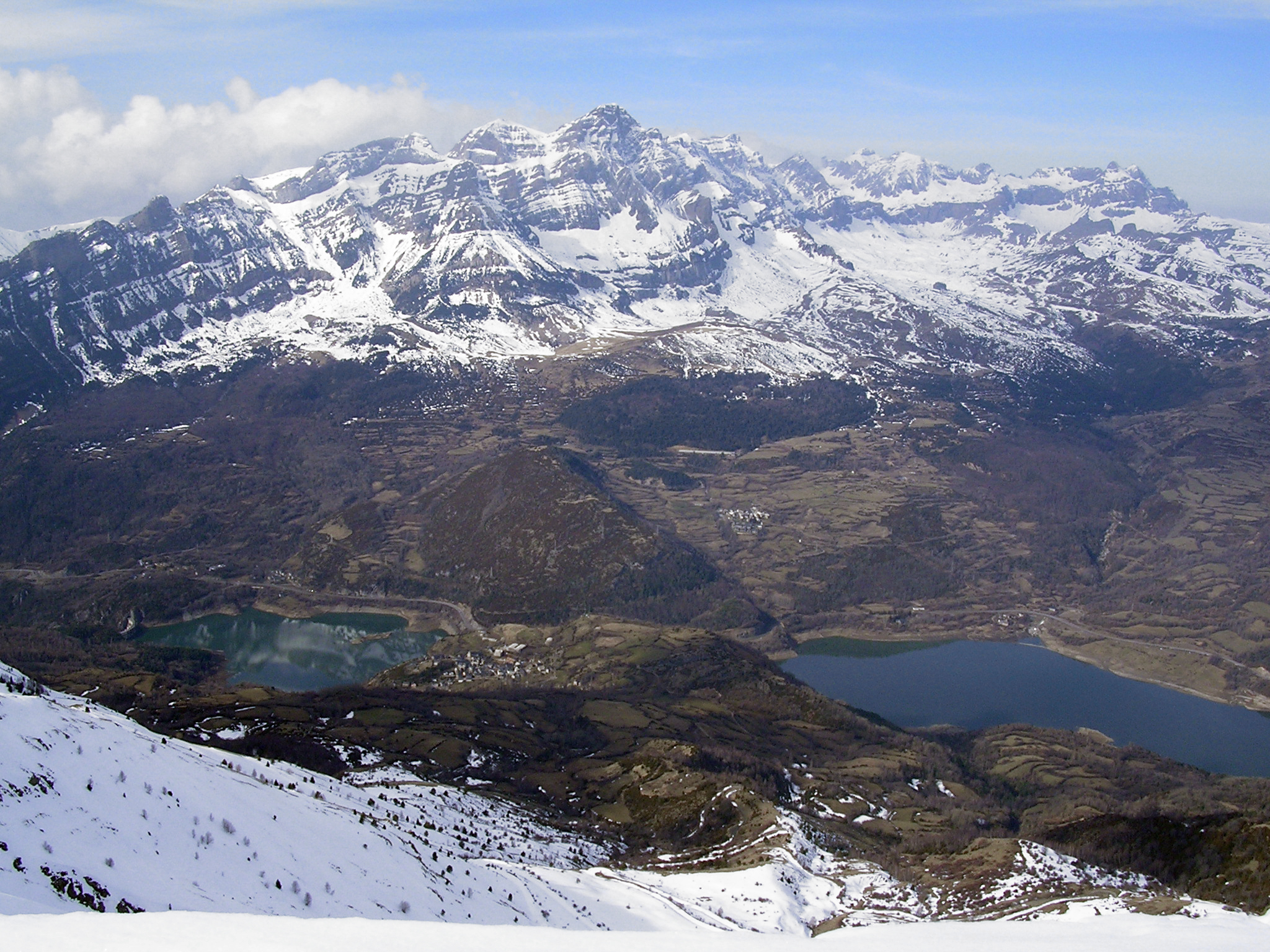
Vallée vue depuis Aramón Panticosa.

La vallée de Tena compte 13 villages et hameaux :
- Polituara est un ancien ermitage, à 6 km de Biescas, qui appartient au village de Bubal. La construction du barrage de Bubal et l'élévation de la route ont fragilisé le village[réf. souhaitée][2] ;
- Bubal, dépeuplé à cause de la construction du barrage. Il a été reconstruit dans les années 1980 à des fins éducatives par le ministère de l’Éducation ;
- Hoz de Jaca/ Oz de Chaca, sur les bords du barrage ;
- Piedrafita de Chaca, appartient à Biescas ;
- Saqués, village exproprié au moment de la construction du barrage de Búbal ;
- Tramacastilla de Tena, appartient à Sallent de Gállego. Sa gastronomie est réputée ;
- Sandiniés ;
- Escarilla, appartient à Sallent de Gállego. Il est partagé en deux quartiers ;
- Sallent de Gállego, village le plus important de la vallée, construit au bout du lac de Lanuza. Sa position proche de la frontière franco-espagnole d'accès facile par le col du Pourtalet explique l'importance de ce village ;
- Lanuza, village exproprié au moment de la construction du barrage de Bubal ;
- Formigal, grand ensemble moderne né de la création de la station de ski du même nom. Il abrite l'église de Basaran ;
- El Pueyo de Jaca/ O Pueyo de Chaca, sur les rives du lac de Búbal ;
- Panticosa, second plus grand village de la vallée, à 1 183 m d'altitude ;
- Balneario de Panticosa, station thermale avec des établissements et parcs déclarés d'intérêt touristique national.

On y trouve deux grands barrages, celui de Lanuza et celui de Búbal et d'autres, plus petits, au bord de lacs d'altitude. Des ermitages jalonnent la vallée ainsi que des refuges d'altitude dont celui de Respomuso, au bord de l'embalse de Respomuso.
En 1940, il y avait 2 217 habitants dans la vallée ; en 1991, ils étaient environ 1 600.
La langue parlée est une langue romane, l'aragonais. En perte de vitesse, à cause de la faible démographie de la région et le peu de poids du Haut-Aragon, elle est fragmentée en variantes. Dans la vallée de Tena, on parle l'aragonais central, parlé aussi dans le Serrablo et dans le Sobrarbe.
L'architecture traditionnelle pyrénéenne se retrouve dans les maisons à deux ou trois étages construites en pierres, bois et ardoises, avec des toits fortement inclinés (jusqu'à 45°).

## Histoire
Les eaux thermales de Panticosa sont connues depuis l'Antiquité.
Les villages se sont créés autour du pastoralisme. La religion catholique a joué un rôle important dans la vallée ; de nombreux ermitages en sont les vestiges.
La vallée était autrefois administrée autour de trois quiñones ou « lopins de terre », c'est-à-dire des groupements de villages plus ou moins autonomes qui gouvernaient : le quiñon de Sallent (Sallent -Lanuza), le quiñon de Panticosa (Panticosa, El Pueyo de Jaca et Hoz de Jaca) et le quiñon de la Partacua (Bubal, Piedrafita, Tramacastilla, Saqués, Escarrilla et Sandiniés).
Au XVIIe siècle, le quiñon de Panticosa fait construire une maison pour profiter des eaux thermales.
À Sallent de Gállego, une église paroissiale a été construite au XVIe siècle.
La construction du barrage de Búbal a transformé la physionomie de la vallée ainsi que l'organisation des villages : expropriations, désertions, etc.

## Économie
Cette vallée est typique d'une économie montagnarde touristique avec deux stations de ski à Formigal (ski alpin) et à Panticosa (ski alpin et ski de fond), des aménagements pour les VTT, les randonneurs (GR 11, GR 15 et GR 16), les pêcheurs et les céistes tout au long de la vallée. On y trouve trois campings, de nombreux hôtels et résidences touristiques. Le pastoralisme est toujours une activité présente, surtout pour les bovins et les brebis. La race ovine Obella churra Tensina est une race autochtone.

## Voies d'accès
En Espagne : depuis Huesca ou Jaca, il faut passer par Sabiñanigo, puis Biescas en prenant la route venant de Torla par le col de Cotefablo.
En France : depuis Pau, par Laruns, par le col du Pourtalet, dans les Pyrénées-Atlantiques, en passant devant le pic du Midi d'Ossau.